# Georg Gaßner
Georg Gaßner, auch Gassner (* 4. Dezember 1883 in Berlin; † 18. November 1951 in Berlin-Charlottenburg), war ein deutscher Verwaltungsjurist. Er war Präsident des Gauarbeitsamtes Mark Brandenburg.

## Leben und Wirken
Er war der Sohn des Oberlazarettgehilfen Georg Gaßner und wuchs in Berlin auf. Nach dem Schulbesuch studierte er Rechtswissenschaften an den Universitäten Tübingen und Berlin. 1906 trat er als Gerichtsreferendar in den Staatsdienst und war ab 1919 im Reichsarbeitsministerium tätig. 1927 wurde er Präsident des Landesarbeitsamtes Ostpreußen und wechselte 1934 in diese Position nach Brandenburg.
Zum 1. Mai 1933 trat er der NSDAP bei (Mitgliedsnummer 1.845.920). 1949 wurde er im Entnazifizierungsverfahren der Kategorie V (Entlastete) eingestuft. Zwei Jahre später starb er als Präsident des Landesarbeitsamtes Berlin-Brandenburg außer Dienst.